# Norman (filme)
Norman é um filme de 2010 do gênero comédia/drama dirigido por Jonathan Segal e escrito por Talton Wingate.

## Sinopse
Norman Long é um garoto de colégio conturbado que finge estar morrendo de câncer. Ele enfrenta problemas com sua nova namorada Emily Parrish e seu pai que está em estado terminal, enquanto luta com a sua existência diária.

## Elenco
- Dan Byrd ... Norman Long
- Emily VanCamp ... Emily Parrish
- Richard Jenkins ... Doug Long
- Adam Goldberg ... Sr. Angelo
- Billy Lush ... James
- Camille Mana ... Helen Black
- Jesse Head ... Bradley
- John Aylward ... Robert Bessent
- Sewell Whitney ... Dr. Malloy
- Bobbi Kotula ... Mãe
- Kevin Partridge ... Steve
- Jeff Rosick ... Frank
- Jerry Sciarrio ... Diretor Harbuck
- Trent Sweeney ... Norman (jovem)